# Huddersfieldskandalen
Huddersfieldskandalen  var en skandal på fattigstugan i Huddersfield i England år 1848. Vid undersökningen visade sig förhållandena vara värre än vid Andoverskandalen 1845.